# Selina Follas
Selina Follas, född den 21 juli 1976 i Adelaide, är en australisk softbollspelare.
Hon tog OS-brons i samband med de olympiska softboll-turneringarna 2000 på hemmaplan i Sydney.